# Gymnostoma
Die Gymnostoma (Syn.: Quadrangula Baum.-Bod.) sind eine Pflanzengattung in der Familie der Kasuarinengewächse (Casuarinaceae) aus der Ordnung der Buchenartigen (Fagales).

## Beschreibung
Alle Gymnostoma-Arten sind immergrüne verholzende Pflanzen: Bäume oder große Sträucher. Die Photosynthese wurde hauptsächlich in die Zweige verlagert, die Laubblätter sind stark reduziert. Ihre rutenartigen Zweige erinnern an Schachtelhalme. Die Stomata befinden sich exponiert auf den Zweigen. Die Blätter stehen zu jeweils vier in Quirlen zusammen. Die Blattränder sind glatt. Nebenblätter fehlen.
Gymnostoma-Arten sind einhäusig (monözisch) oder zweihäusig (diözisch) getrenntgeschlechtig. Die Bestäubung erfolgt durch den Wind. Die männlichen stehen in rein sind einfache oder zusammengesetzt wirkenden, ährigen Blütenständen. Die weiblichen, zapfenähnlichen Blütenstände stehen an kurzen oder langen Seitenzweigen, deren Aussehen sich kaum von den vegativen Zweigen unterscheidet. 
Von den anderen Gattungen der Familie unterscheidet sie sich hauptsächlich durch die breiten Deckblätter der zapfenförmigen Fruchtstände, die zwischen dem Tragblattpaar verholzt sind. Die Früchte sind trockene, gelb-braune oder gräuliche Flügelnüsse (Samara). Die Früchte benachbarter Blüten bilden einen Fruchtstand, dessen Teilfrüchte jedoch nicht zu einem Fruchtverband verwachsen sind.

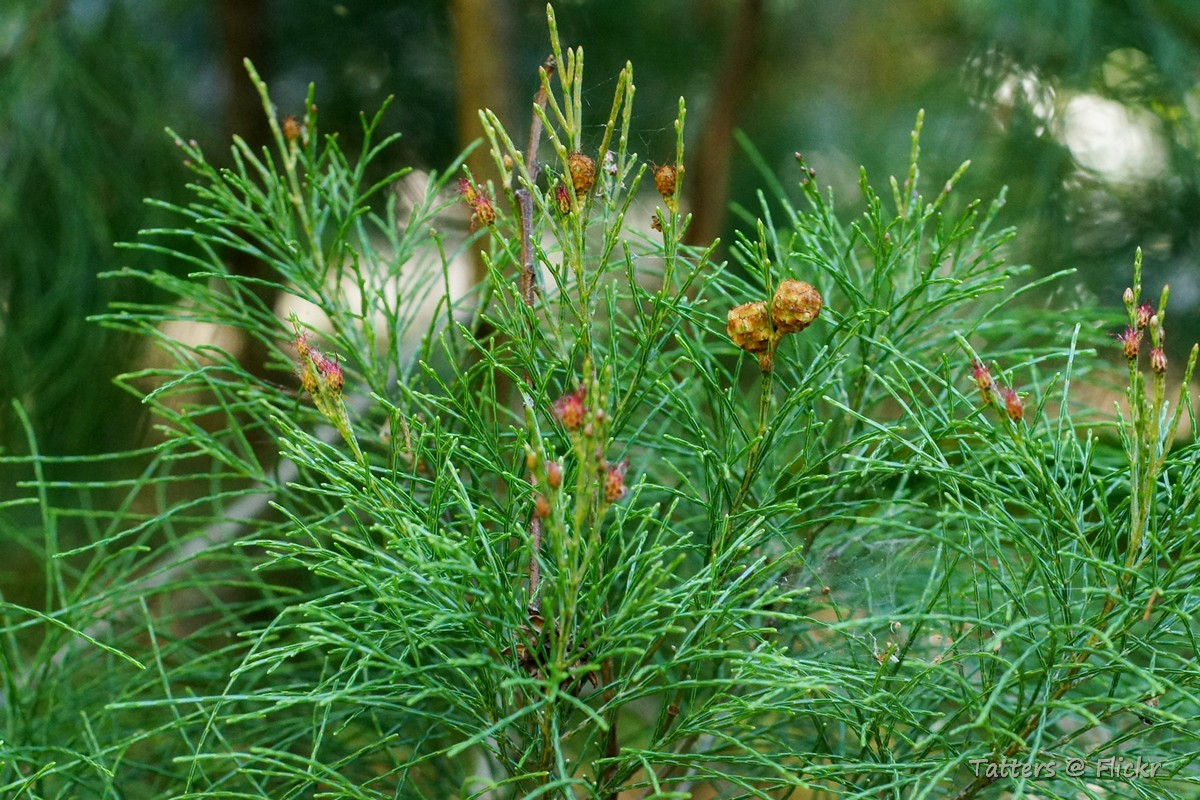
Gymnostoma australianum

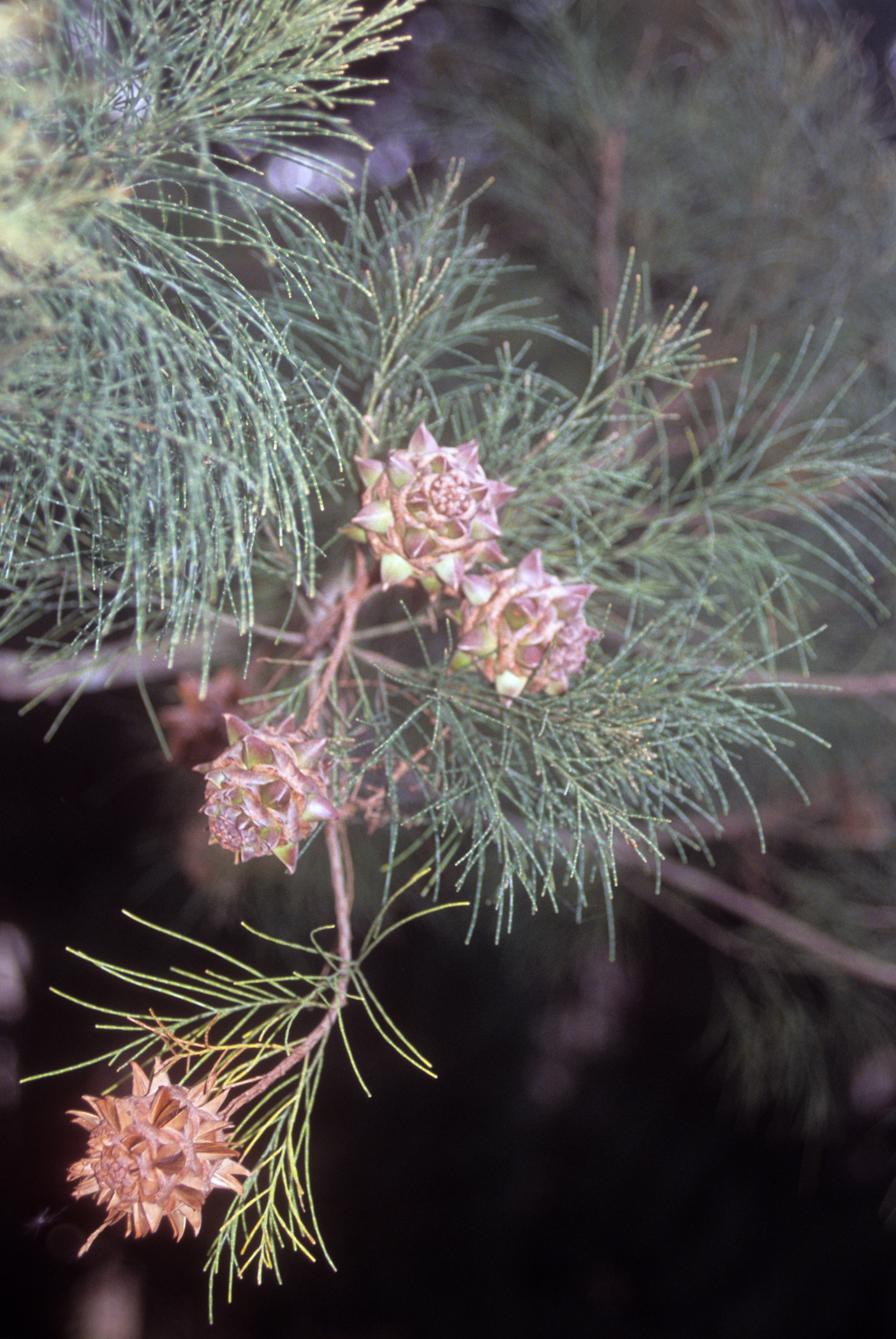
Gymnostoma poissonianum

## Systematik und Verbreitung
Diese Gattung wurde von L.A.S. Johnson (Telopea 2: 83) 1980 aus der Gattung der Kasuarinen (Casuarina) ausgegliedert. Der Gattungsname ist von den griechischen Wörtern gymnos „nackt“ und stoma „Mund“ abgeleitet und bezieht sich auf die exponierten Stomata auf den Zweigen.
Eine Art (Gymnostoma australianum) ist im nordöstlichen Queensland / Australien, alle übrigen sind auf dem Malaiischen Archipel, auf den Salomonen, Fidschi und acht Arten sind in Neukaledonien beheimatet.

### Arten (Auswahl)
Es gibt 16 bis 18 Gymnostoma-Arten:
- Gymnostoma australianum L.A.S.Johnson ("Daintree pine"): Die Heimat ist das nordöstliche Queensland.[1]
- Gymnostoma chamaecyparis (Poiss.) L.A.S.Johnson: Ihre Heimat ist Neukaledonien.[1]
- Gymnostoma deplancheanum (Miq.) L.A.S.Johnson: Ihre Heimat ist Neukaledonien.[1]
- Gymnostoma glaucescens (Schltr.) L.A.S.Johnson: Ihre Heimat ist Neukaledonien.[1]
- Gymnostoma intermedium (Poiss.) L.A.S.Johnson: Ihre Heimat ist Neukaledonien.[1]
- Gymnostoma leucodon (Poiss.) L.A.S.Johnson: Ihre Heimat ist Neukaledonien.[1]
- Gymnostoma nobile (Whitmore) L.A.S.Johnson: Sie kommt im nördlichen Borneo vor.[1]
- Gymnostoma nodiflorum (Thunb.) L.A.S.Johnson: Ihre Heimat ist Neukaledonien.[1]
- Gymnostoma papuanum (S.Moore) L.A.S.Johnson: Sie kommt in Neuguinea vor.[1]
- Gymnostoma poissonianum (Schltr.) L.A.S.Johnson: Ihre Heimat ist Neukaledonien.[1]
- Gymnostoma rumphianum (Miq.) L.A.S.Johnson: Die Heimat ist Maluku.[1]
- Gymnostoma sumatranum (Jungh. ex de Vriese) L.A.S.Johnson: Ihre Heimat ist Sumatra.[1]
- Gymnostoma vitiense L.A.S.Johnson: Sie kommt auf den Fidschi-Inseln vor.[1]
- Gymnostoma webbianum (Miq.) L.A.S.Johnson: Ihre Heimat ist Neukaledonien.[1]

## Weiterführende Literatur
- E. Navarro, T. Jaffre & P. Normand: Distribution and Phylogeny of Gymnostoma spp. Infective Frankia Strains in New Caledonia in Nitrogen Fixation: From Molecules to Crop Productivity, Springer Netherlands, S. 459–460, doi:10.1007/0-306-47615-0_256.